# Wiener Dioskurides

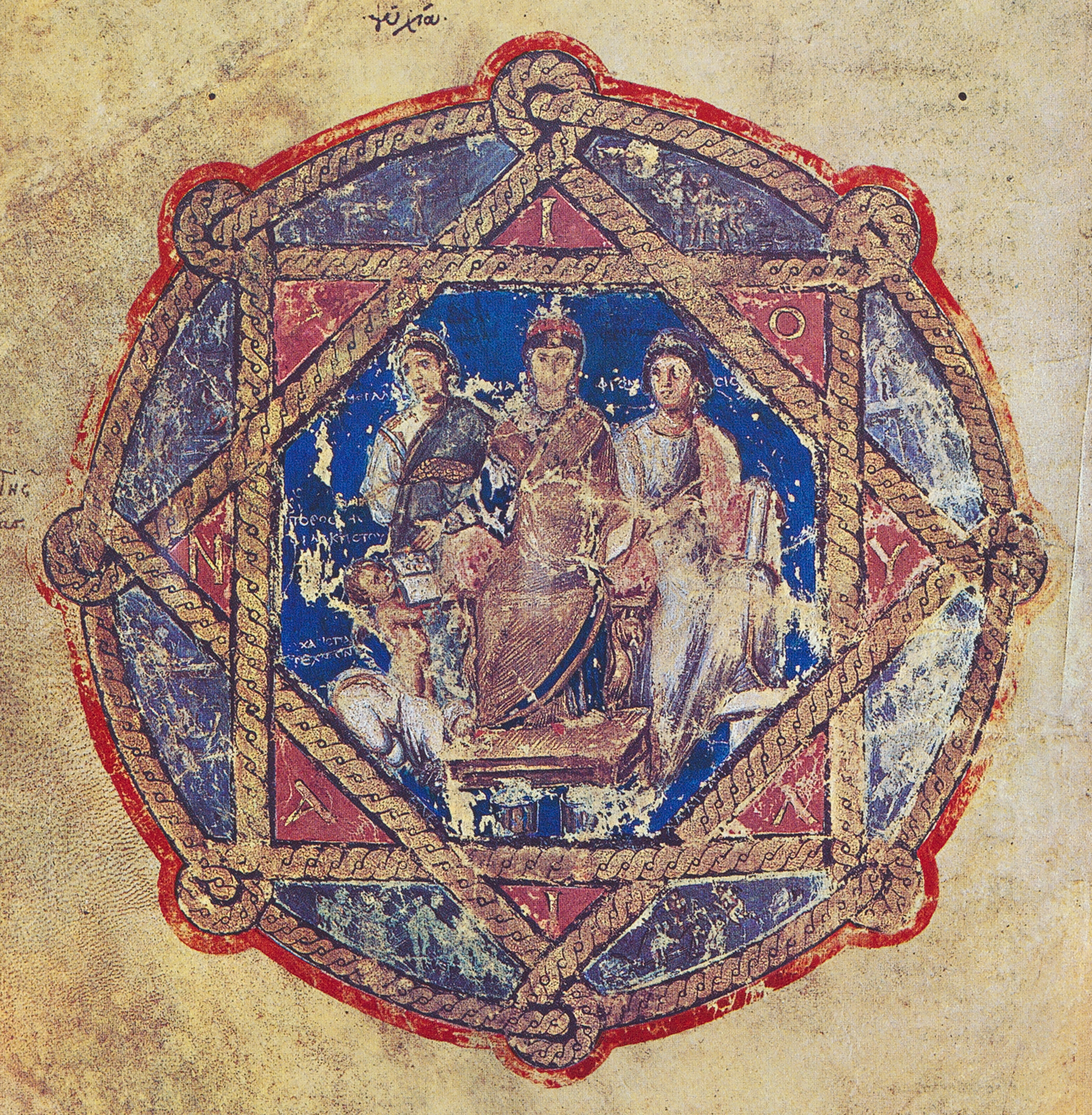
Widmungsbild (Blatt 6 verso): Prinzessin Anicia Juliana flankiert von den allegorischen Gestalten Großherzigkeit und Klugheit

Der Wiener Dioskurides (auch Anicia-Codex oder Anicia-Kodex, Anicia-Juliana-Kodex oder Codex Juliana Anicia) ist eine spätantike, illustrierte Sammelhandschrift in griechischer Sprache.
Der Kodex wurde als pharmakologisches Handbuch gebraucht und enthält vor allem Texte des Arztes Pedanios Dioskurides (De Materia medica). Der sowohl botanische und zoologische als auch pharmazeutische und pharmakologische Inhalte aufweisende Text ist mit zahlreichen Pflanzenbildern, figürlichen Malereien und zoologischen Illustrationen versehen. Angefertigt wurde die Handschrift um das Jahr 512 für Anicia Iuliana, eine vornehme Römerin kaiserlicher Abstammung. Heute ist sie ein wertvolles Quellenwerk für antike Naturwissenschaften und frühbyzantinische Kunst- und Kulturgeschichte.
Seit 1997 zählt der Kodex, der sich seit dem 16. Jahrhundert in Wien befindet, zum UNESCO-Weltdokumentenerbe. Aufbewahrungsort ist die Österreichische Nationalbibliothek in Wien, wo die Sammelhandschrift die Signatur Codex (Vindobonensis) medicus Graecus 1 hat. Sie umfasst heute 485 großformatige Pergamentblätter (etwa 30 × 37 cm).
Den Hauptteil bildet ein umfangreiches Kräuterbuch, genannt Dioskuridesherbarium, mit 383 Beschreibungen und Miniaturen von Heilpflanzen. Die meisten Texte sind der um 78 n. Chr. entstandenen Materia Medica von Pedanios Dioskurides entnommen, aber auch Texte von Krateuas und Galenos fanden Verwendung. Danach folgen fünf weitere naturkundliche Werke: das Carmen de viribus herbarum (ein Gedicht über Heilpflanzen) sowie vier Paraphrasen (Bearbeitungen von Texten anderer Autoren): die Paraphrase des Euteknios zu den „Theriaka“ des Nikandros von Kolophon, die Paraphrase des Euteknios zu den „Alexipharmaka“ des Nikandros von Kolophon, die Paraphrase der „Halieutika“ des Oppianos und die Paraphrase der „Ornithiaka“ („Ixeutica“) des Dionysios. Den Anhang bildet mit dem Fragment eines Menäon ein liturgischer Text aus dem 11. Jahrhundert.

## Inhalt und Entstehung des Kodex

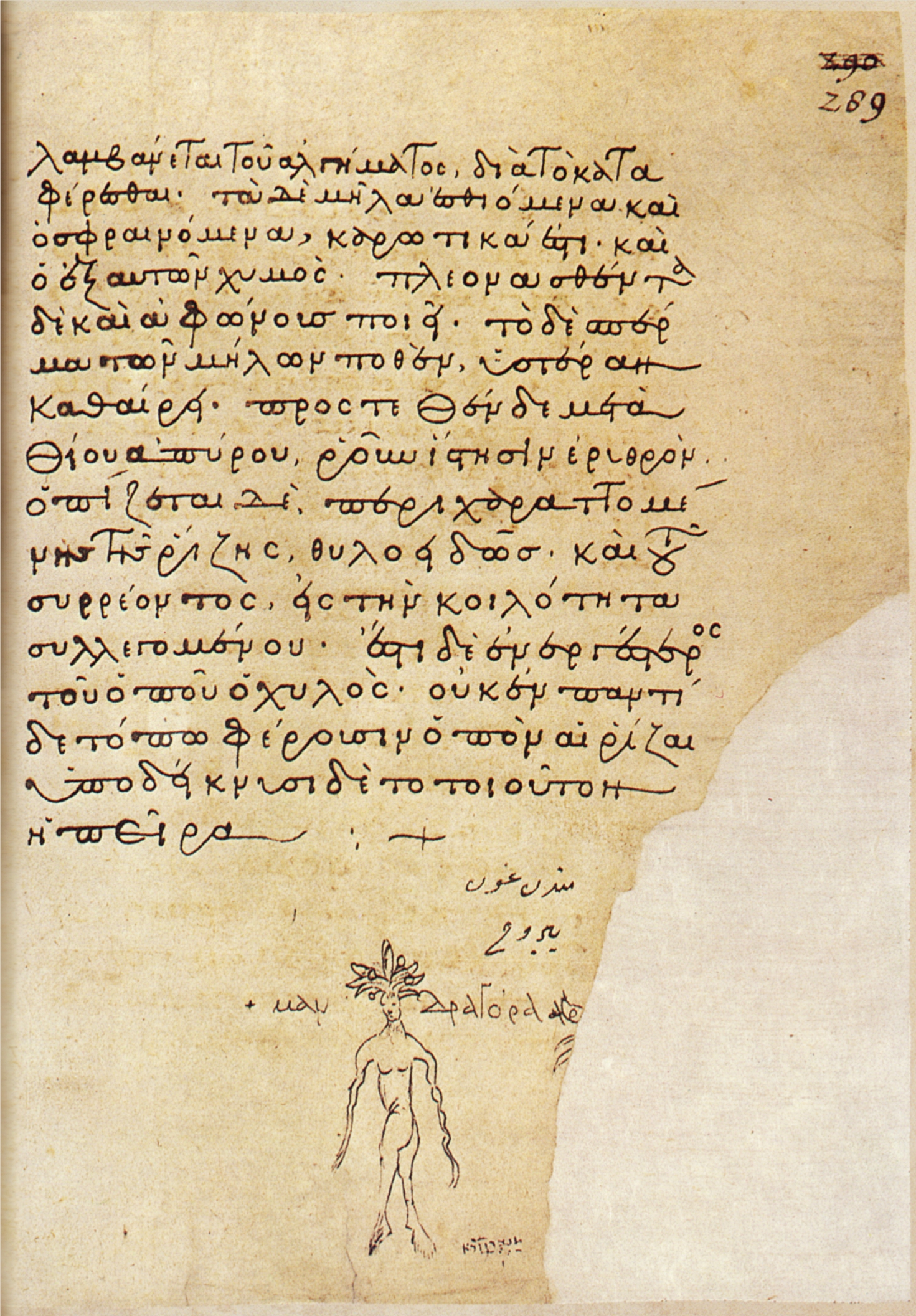
Papierblatt mit Alraunenzeichnung (Blatt 289 recto)
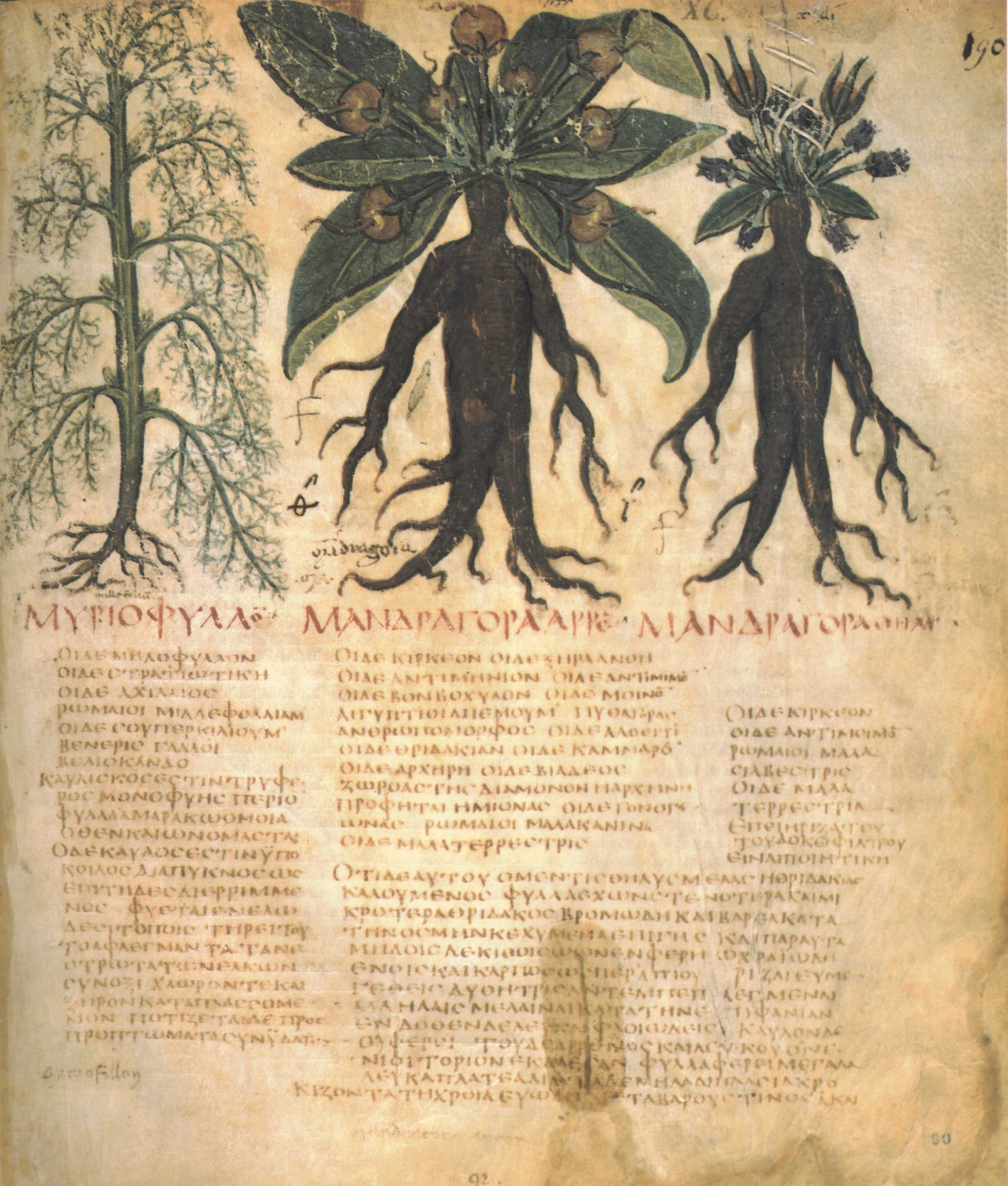
Mandragorabilder im Dioscurides Neapolitanus (Blatt 90)

Die pharmakologische Sammlung des Pedanios Dioskurides (1. Jahrhundert n. Chr.) basiert auf den älteren Werken des Krateuas (um 100 v. Chr.) und des Sextius Niger (1. Jahrhundert v. Chr.). Vom Mittelalter bis zur Neuzeit besaß sie nicht nur im griechischsprachigen Raum, sondern auch im Westen, wo sie in lateinischer Übersetzung vorlag, große Autorität. Der eigentliche Text des Dioskurides, die Materia medica, ist nach Sachgebieten geordnet, im Wiener Dioskurides-Kodex weist er allerdings eine ältere alphabetische Gliederung auf. Der Kodex ist eine Sammelhandschrift mit sechs pharmakologischen und naturwissenschaftlichen Schriften (485 Blätter), wobei das „Dioskuridesherbarium“, (Blatt 12–387) mit 383 Bildern von Arzneipflanzen den meisten Raum einnimmt.
Zu den Pflanzenbildern sind Texte nicht nur von Dioskurides, sondern auch von Krateuas (Herbarium, Anfang 1. Jahrhundert v. Chr.) und Galenos (6 Bücher über die Kraft der Heilmittel, Ende 2. Jahrhundert) gestellt, sowie verschiedene Varianten der Pflanzennamen. Das Vorwort zur Materia Medica sowie Drogen tierischer und mineralischer Herkunft fehlen. Die beigefügten Schriften handeln vor allem von Giften sowie von Fischen und Vögeln. Ihnen ist ein anonymes Lehrgedicht über die Kräfte (inklusive der im Altertum als Pflanze geltenden Koralle) 16 göttlich geweihter Heilpflanzen (Carmen de viribus herbarum, Blatt 388 recto bis 392 recto) vorangestellt.
Eine verlorene antike Vorlage aus dem 3. oder 4. Jahrhundert lässt sich erschließen. Dabei handelte es sich wohl nicht um einen Kodex, sondern um eine Buchrolle. Die daraus kopierten Pflanzenbilder vermitteln jedenfalls einen guten Eindruck vom Niveau hellenistischer Buchkunst in Alexandria. Ursprünglich bestand der Kodex aus 546 Blättern; ein Teil, darunter die Bilder der Alraune nach Blatt 26, ging bereits vor dem Mittelalter verloren. Heute finden sich an anderer Stelle (Blatt 287 bis 289) drei kleinere Blätter, die eine Abschrift des fehlenden Textes perì mandragóra (Über die Alraune) in griechischer Schrift des 13. Jahrhunderts sowie die Zeichnung einer Alraune enthalten. Im um 700 entstandenen Dioscurides Neapolitanus der Biblioteca Nazionale di Napoli hingegen blieben die Bilder der Mandragora erhalten. Ihre Entsprechungen im Wiener Dioskurides dürften ähnlich ausgesehen haben.
Die Herkunft der Pflanzenbilder ist teilweise ungeklärt, manche gehen wohl auf Krateuas zurück. Sie lassen sich grob in zwei Gruppen einteilen: Die Bilder von Blatt 12 verso bis 42 verso, also etwa von Beifuß, Osterluzei und Wegerich, sind räumlich ausgewogen und naturhaft. Die andere Gruppe erscheint flach und eher schematisch, als wären ihre Vorbilder gepresste oder getrocknete Präparate gewesen. Die Illustrationen zeigen überwiegend hohe künstlerische Qualität, sind aber nicht immer korrekt im Sinne der Naturtreue; mitunter weichen Beschreibung und Illustration ab. Offenbar war den Kopisten nicht immer bewusst, wie die (teilweise unerreichbaren) Originale in Wirklichkeit beschaffen waren. Eine Rolle spielten auch Blattverluste und die zahlreichen Neubindungen; so gelangte etwa 1406 durch den byzantinischen Gelehrten Johannes Chortasmenos das Bild eines Pfauen, das sich ursprünglich am Beginn der Paraphrase der „Ornithiaka“ des Dionysios befunden hatte, als Schmuckblatt an den Beginn des Kodex. Die Paraphrase der „Ornithiaka“ ist eine Prosa-Fassung des Lehrgedichts über Vögel eines ansonsten unbekannten Dionysios. Sie ist in dem Kodex allerdings nur unvollständig überliefert; es fehlen insgesamt zehn Blätter, darunter die Beschreibung des Pfauen.

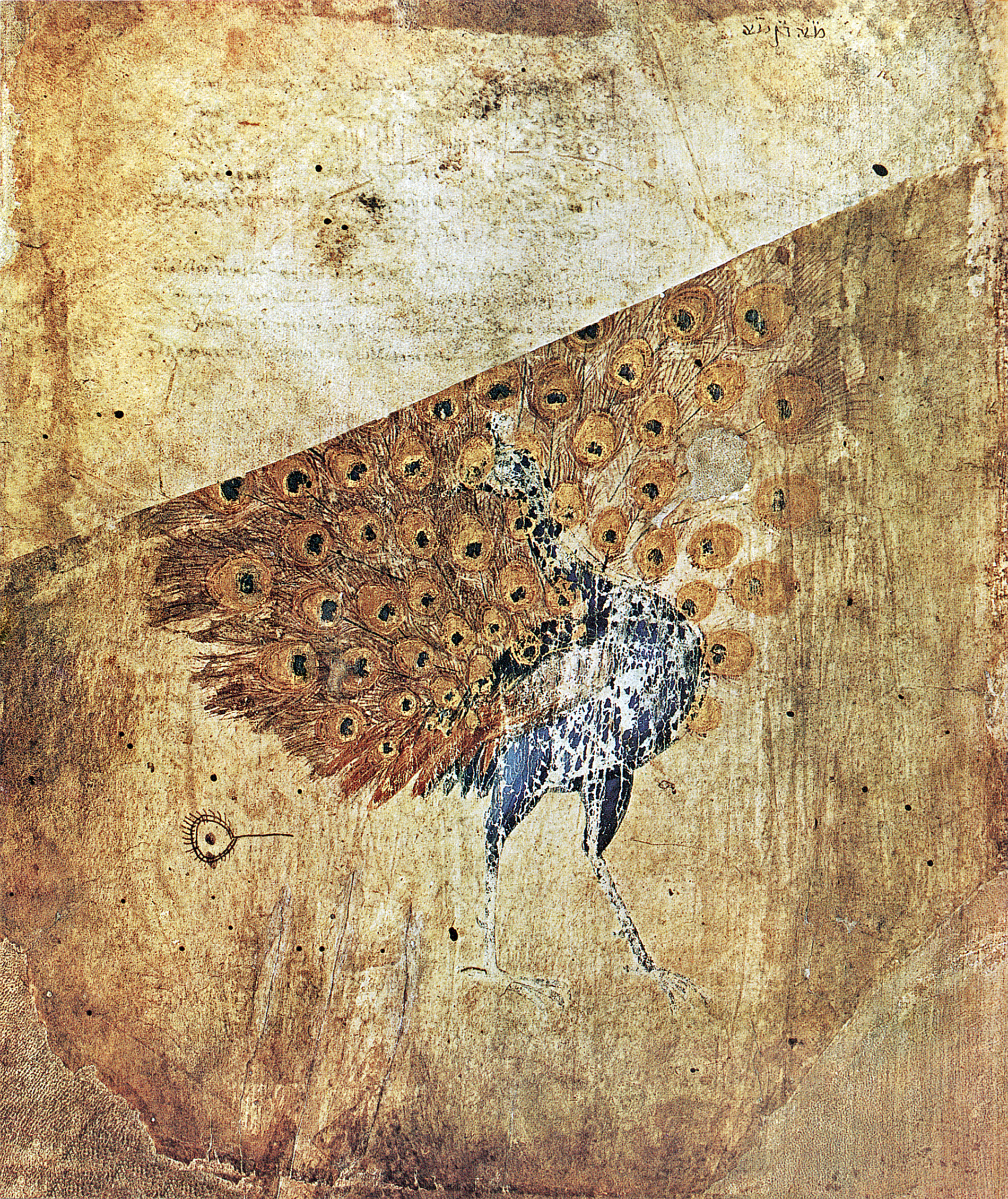
Schmuckblatt
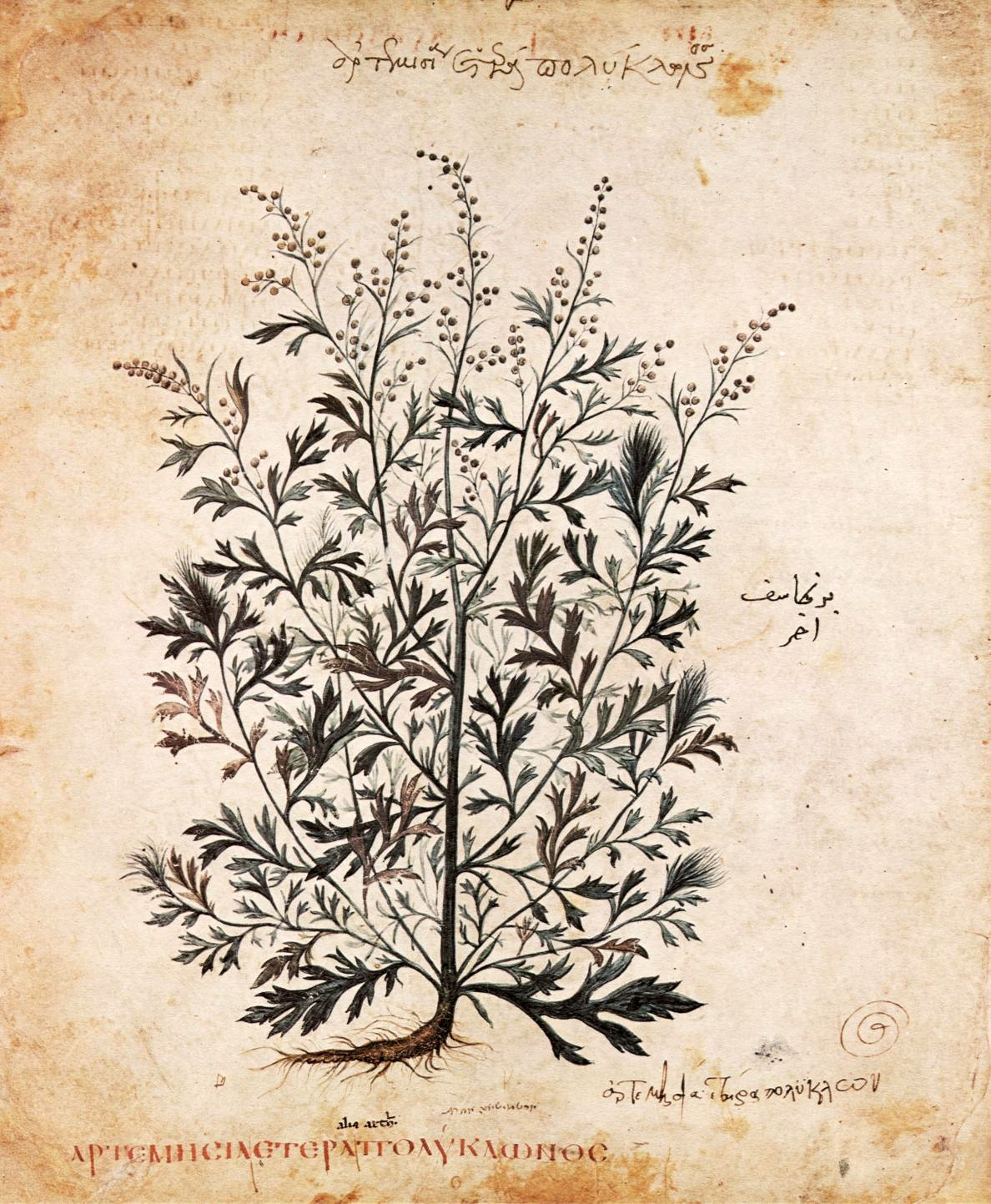
Beifußbäumchen (Blatt 20 verso)
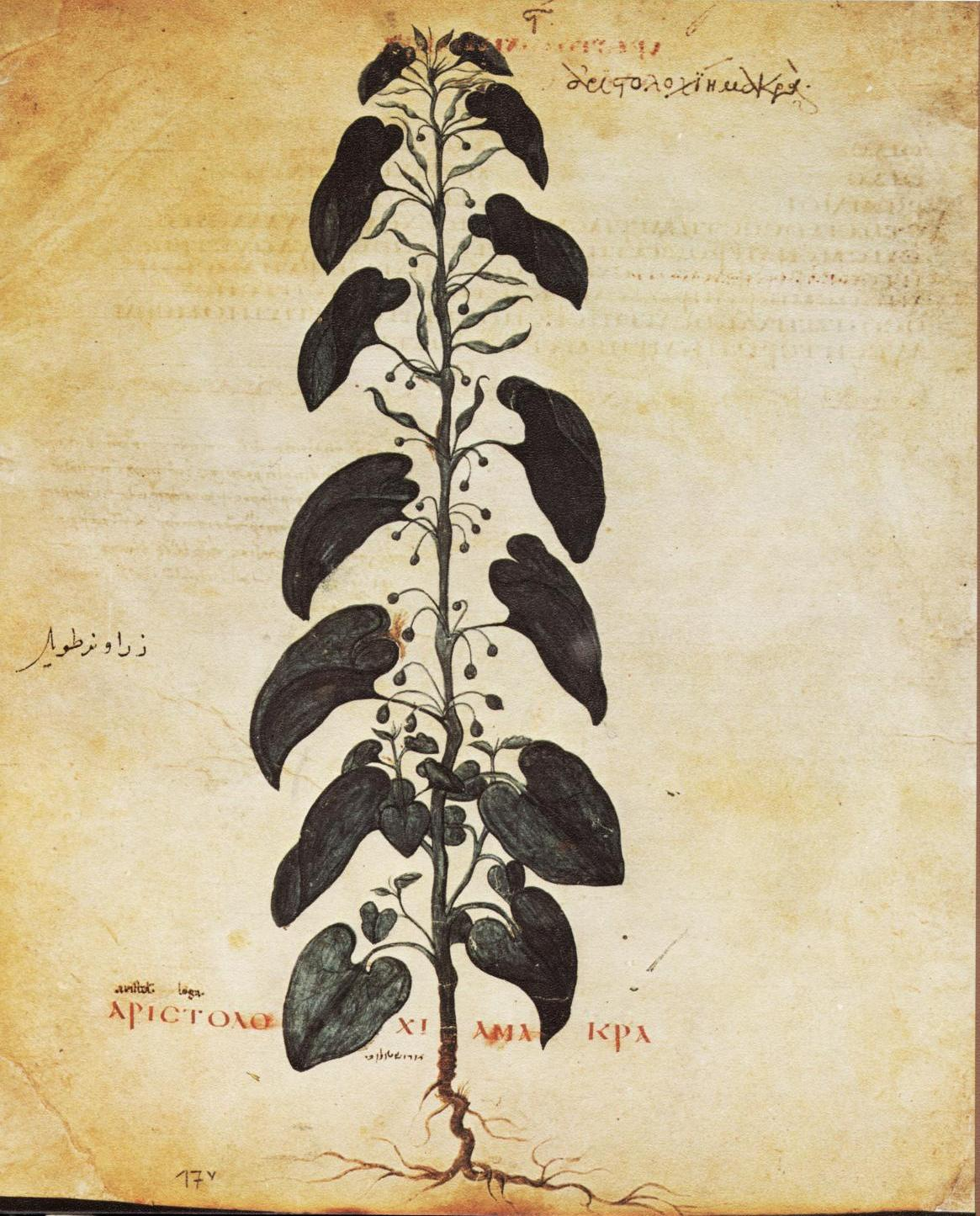
Osterluzei (Blatt 17 verso)
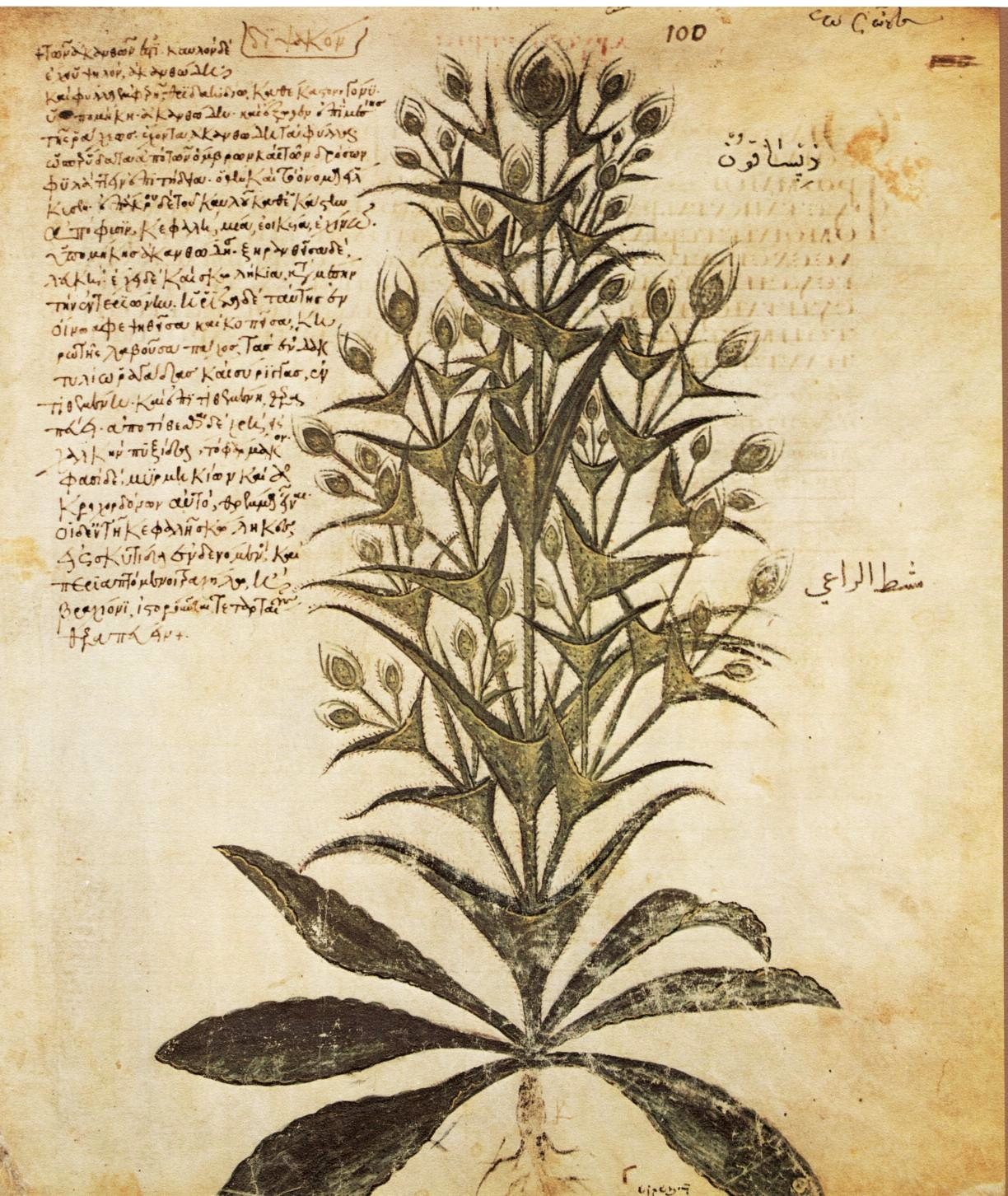
Wilde Kardendistel (Blatt 100 recto)
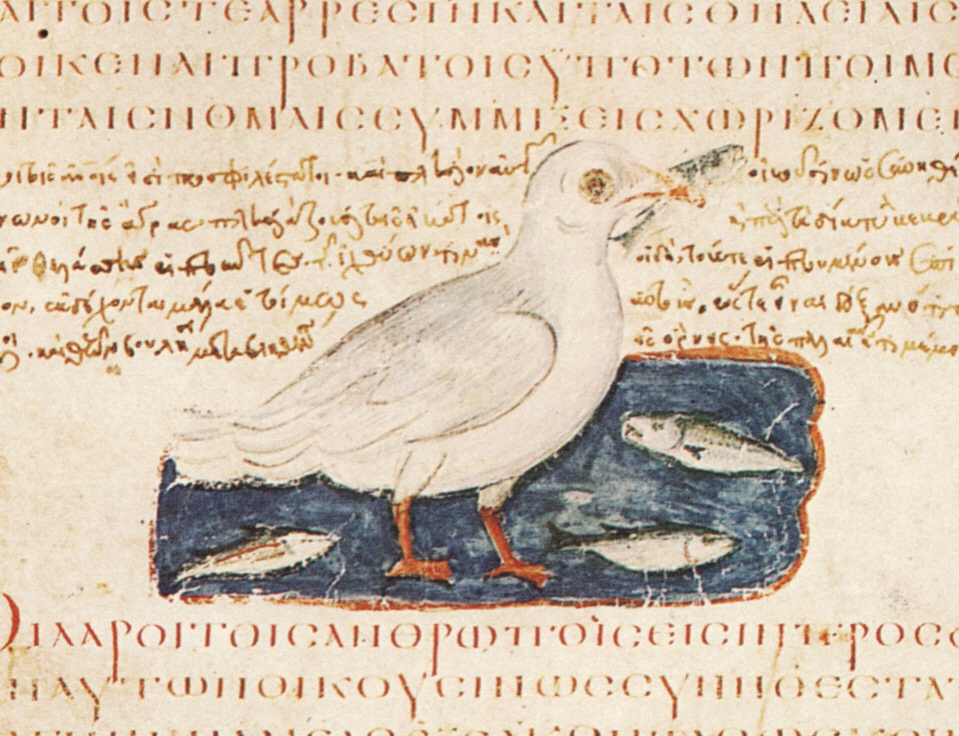
Fischermöwe (Blatt 478 verso)

### Ärzte- und Autorenbilder
Großflächige Kompositionen wie die Ärzte- und Autorenbilder sind erst in einem Kodex und nicht auf Papyrusrollen realisierbar. Ob sie erst eigens für den Wiener Dioskurides geschaffen oder aus einer Vorlage des Kodex übernommen wurden, ist unklar. Die beiden Ärztebilder zeigen mythische und historische Gestalten (Römer und Griechen) aus verschiedenen Jahrhunderten. Diese disputieren in erdferner Transzendenz. Die Cheirongruppe kann nach Otto Mazal eine Kopie eines antiken Bodenmosaiks sein und die Galenosgruppe ein später geschaffenes Gegenstück.
Die Cheirongruppe ist nach dem oben in der Mitte dargestellten Kentauren Cheiron benannt. Weiter im Uhrzeigersinn: Sextius Niger, Herakleides von Tarent, Mantias (ein Lehrer des Herakleides), Xenokrates, der Grammatiker Pamphilos (dessen Lexicon synonymorum wohl zur Entstehung des Dioskurides-Herbariums beigetragen hat) und schließlich links neben Cheiron Machaon, Sohn des Asklepios. Die Galenosgruppe ist nach dem oben in der Mitte dargestellten Arzt Galenos benannt. Weiter im Uhrzeigersinn: Pedanios Dioskurides, Nikandros (mit Schlange), Ruphos (Rufus) von Ephesos, Andreas von Karystos (der 217 v. Chr. ermordete Leibarzt des ägyptischen Königs Ptolemaios IV., dessen Werk Narynx von Dioskurides benutzt wurde), ein Apollonios (entweder Apollonios von Pergamon oder Apollonios von Kiton oder Apollonios Mys) und Krateuas.
Auf beiden Autorenbildern ist die Mandragora dargestellt, wohl weil deren Wurzel (Alraune) als augenfällig menschlich signiert galt. Im ersten Bild nimmt Dioskurides aus der Hand von Heuresis eine Alraunwurzel entgegen. Zu Füßen der Heuresis liegt ein Hund, der zuvor die Wurzel aus der Erde gerissen hat und dann an deren Schrei verendet ist, wie eine Alraune-Sage erzählt. Das zweite Autorenbild zeigt eine weitere allegorische Szene, in der Epinoia (die personifizierte Denkkraft) eine Mandragora hält, ein Maler (links) ein Abbild schafft und Dioskurides (rechts) die Pflanze beschreibt.

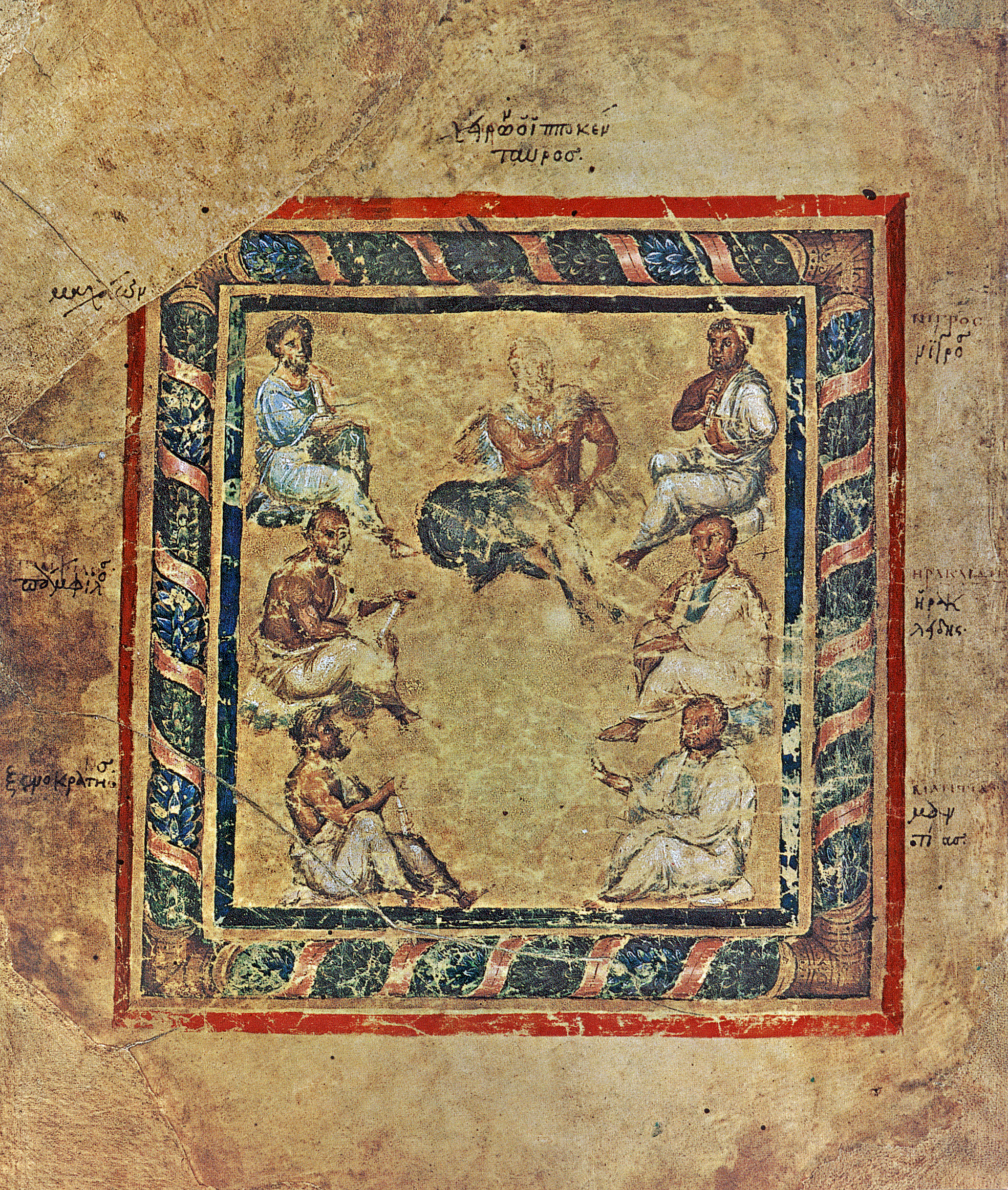
Cheirongruppe
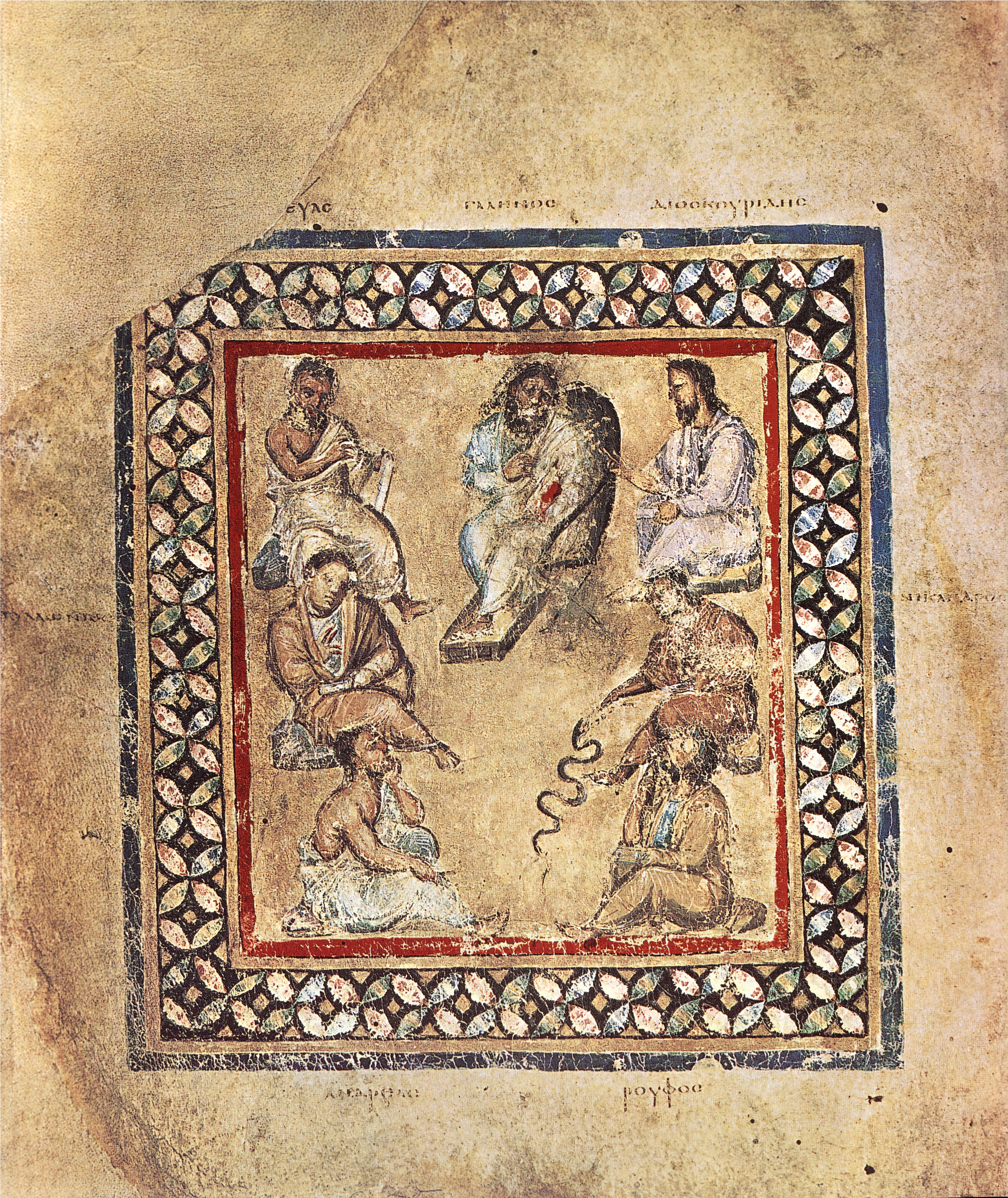
Galenosgruppe
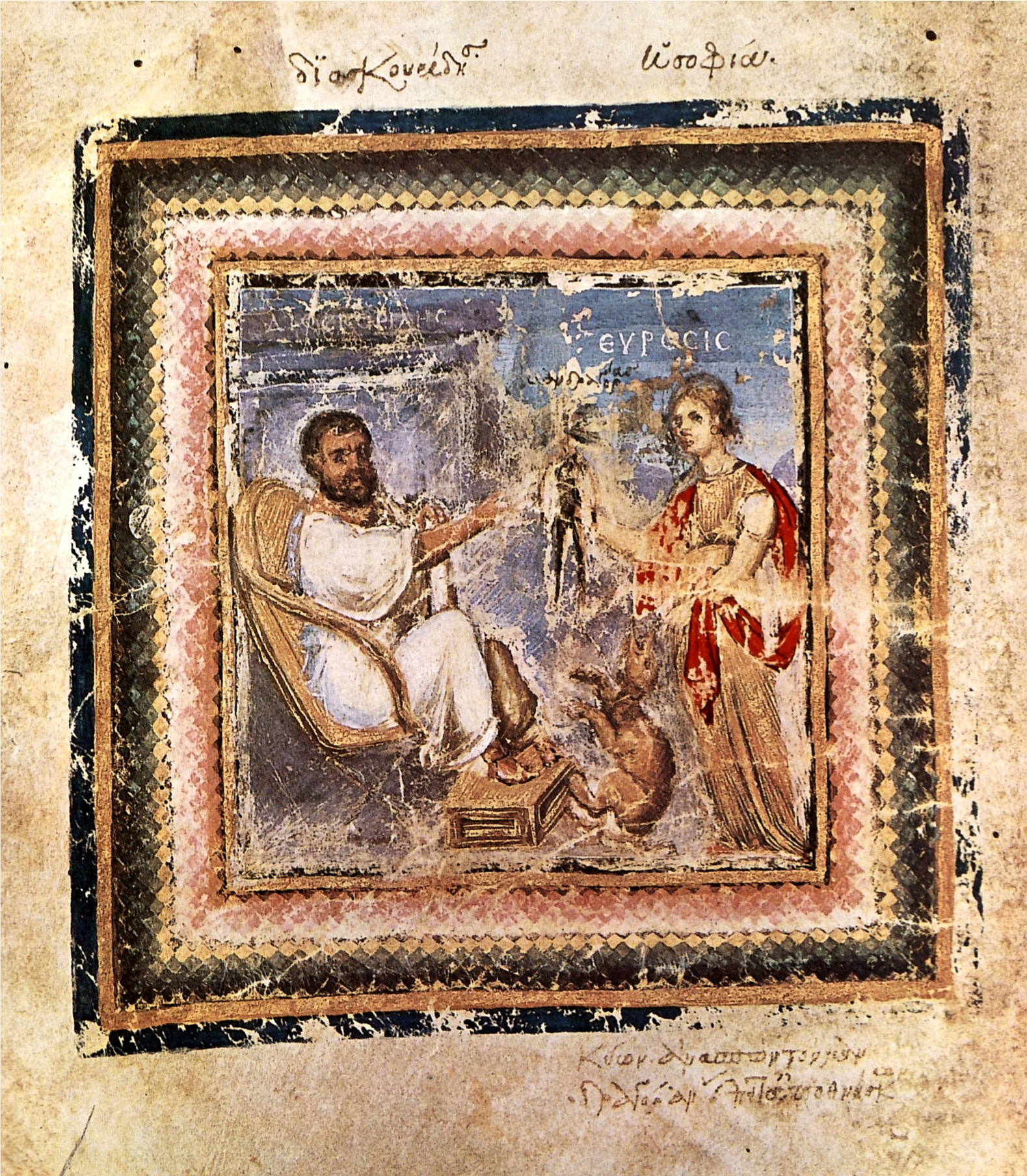
Erstes Autorenbild
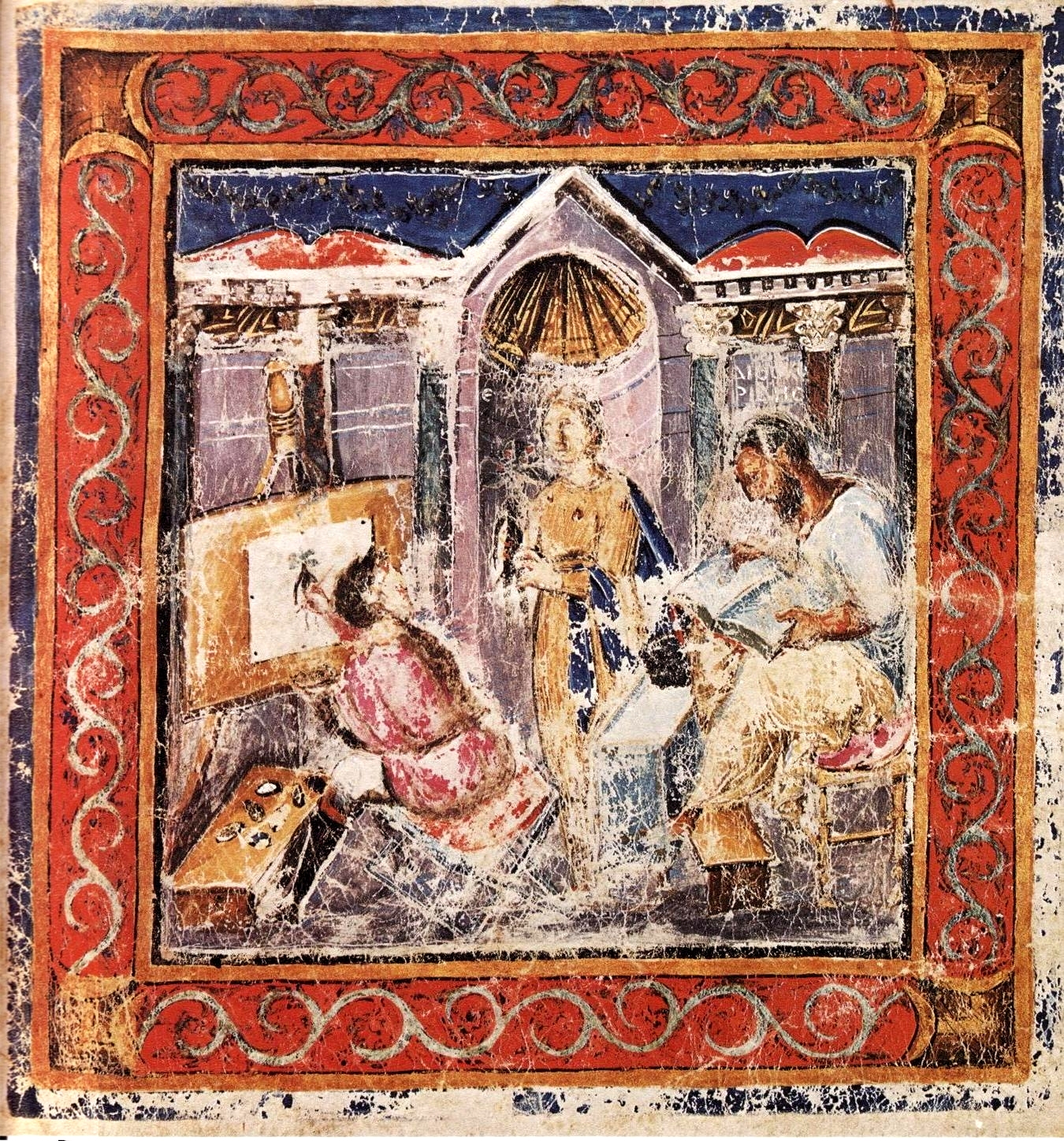
Zweites Autorenbild

### Alter und neuer Index und alter Titel

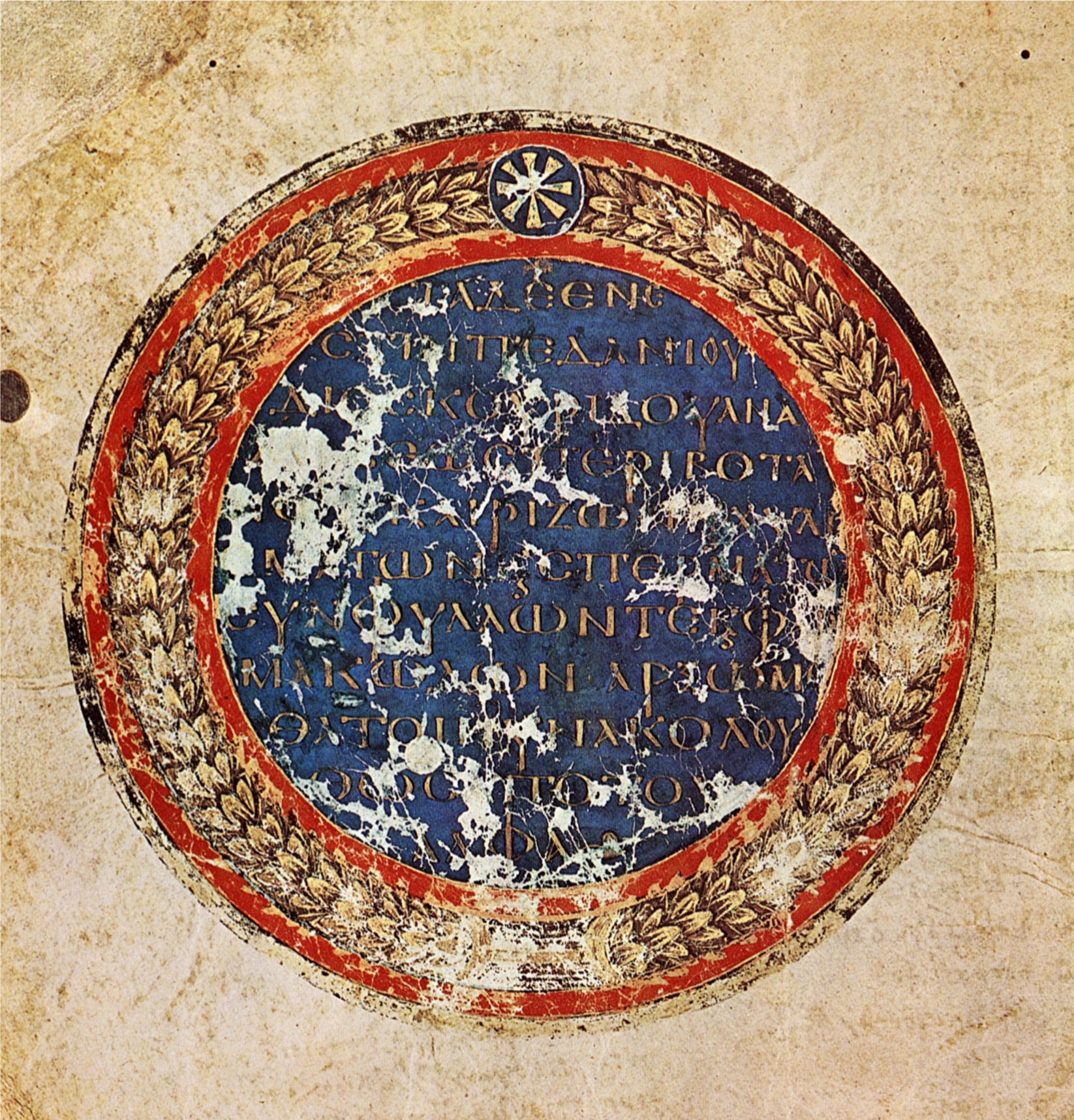
Der Ziertitel

Die Handschrift ist mit zwei Registern (Indices) ausgestattet. Der „alte Index“ (Blatt 8 recto bis 10 verso) weist nur 264 Namen auf, obwohl der spätere Gesamtbestand 435 beträgt. Möglicherweise umfasst diese alte Auflistung nur den Kernbestand einer verschollenen Vorlage, der später erweitert wurde. In einem „neuen Index“ aus dem Jahr 1406 ist deshalb auf den ursprünglich leeren Blattvorderseiten 4, 5, 6 und 7 der im alten Register fehlende Bestand nachgetragen. Allerdings ist diese Liste nicht vollständig erhalten. Nach dem „alten Index“ folgt der „alte Titel“ in schwarz-roter Zierschrift. Er lautet – ebenso wie der Text des Ziertitels auf Blatt 7 – in deutscher Übersetzung: Erhalten ist hier das Werk des Pedanios Dioskurides aus Anazarbos über die Pflanzen, Wurzeln, Säfte und Samen, zugleich die Blätter und Heilmittel. Beginnen wir also der Reihe nach mit dem Buchstaben Alpha.

### Inhaltsverzeichnis
- Das Pfauenbild (Schmuckblatt), Blatt 1 verso
- Cheirongruppe (erstes Ärztebild), Blatt 2 verso
- Galenosgruppe (zweites Ärztebild), Blatt 3 verso
- Neuer Index von Chortasmenos, Blatt 4 recto, 5 recto, 6 recto, 7 recto
- Heuresis und Dioskurides (erstes Autorenbild), Blatt 4 verso
- Atelier des Dioskurides (zweites Autorenbild), Blatt 5 verso
- Widmungsbild für Anicia Juliana, Blatt 6 verso
- Ziertitel, Blatt 7 verso
- Alter Index, Blatt 8 recto bis 10 verso
- Alter Titel, Blatt 10 verso bis 11 recto
- Dioskurides-Herbarium, Blatt 12 verso bis 387 recto
- Carmen de viribus herbarum (anonymes Gedicht über Heilpflanzen), Blatt 388 recto bis 392 recto
- Paraphrase des Euteknios zu den Theriaka des Nikandros von Kolophon (Prosabearbeitung eines Lehrgedichtes), Blatt 393 recto bis 437 verso
- Paraphrase des Euteknios zu den Alexipharmaka des Nikandros von Kolophon, Blatt 438 verso bis 459 verso
- Paraphrase der Halieutika des Oppianos, Blatt 460 recto bis 473 recto
- Paraphrase der Ornithiaka des Dionysios, Blatt 474 recto bis 485 verso
- Fragment eines Menäon (liturgischer Text aus dem 11. Jahrhundert), im Jahr 1406 von Chortasmenos dem Kodex beigebunden, vermutlich um die stark beschädigten letzten Seiten zu schützen. Teile des Menäons wurden auch für den alten Einband verwendet.[19]

### Material und Schriftarten
Die Blätter des Kodex messen ungefähr 30 × 37 cm. Das Pergament wurde aus der Haut von Ziegen und Kälbern gewonnen, bei letzteren auch von ungeborenen. Solches Jungfernpergament ist sehr empfindlich, und so sind manche der Seiten u. a. durch Tintenfraß und Feuchtigkeit stark beschädigt bis verstümmelt. Der Schrifttyp ist eine archaisierende (an einem altertümlichen Vorbild orientierte) griechische Majuskel, die sogenannte Bibelmajuskel; spätere Transkriptionen sind in modernerer Minuskelschrift ausgeführt. Die meisten Blätter sind mit durchschnittlich 32 Zeilen beschrieben, jedoch gibt es deutliche Abweichungen; so weist Blatt 269 verso 50 Zeilen auf.

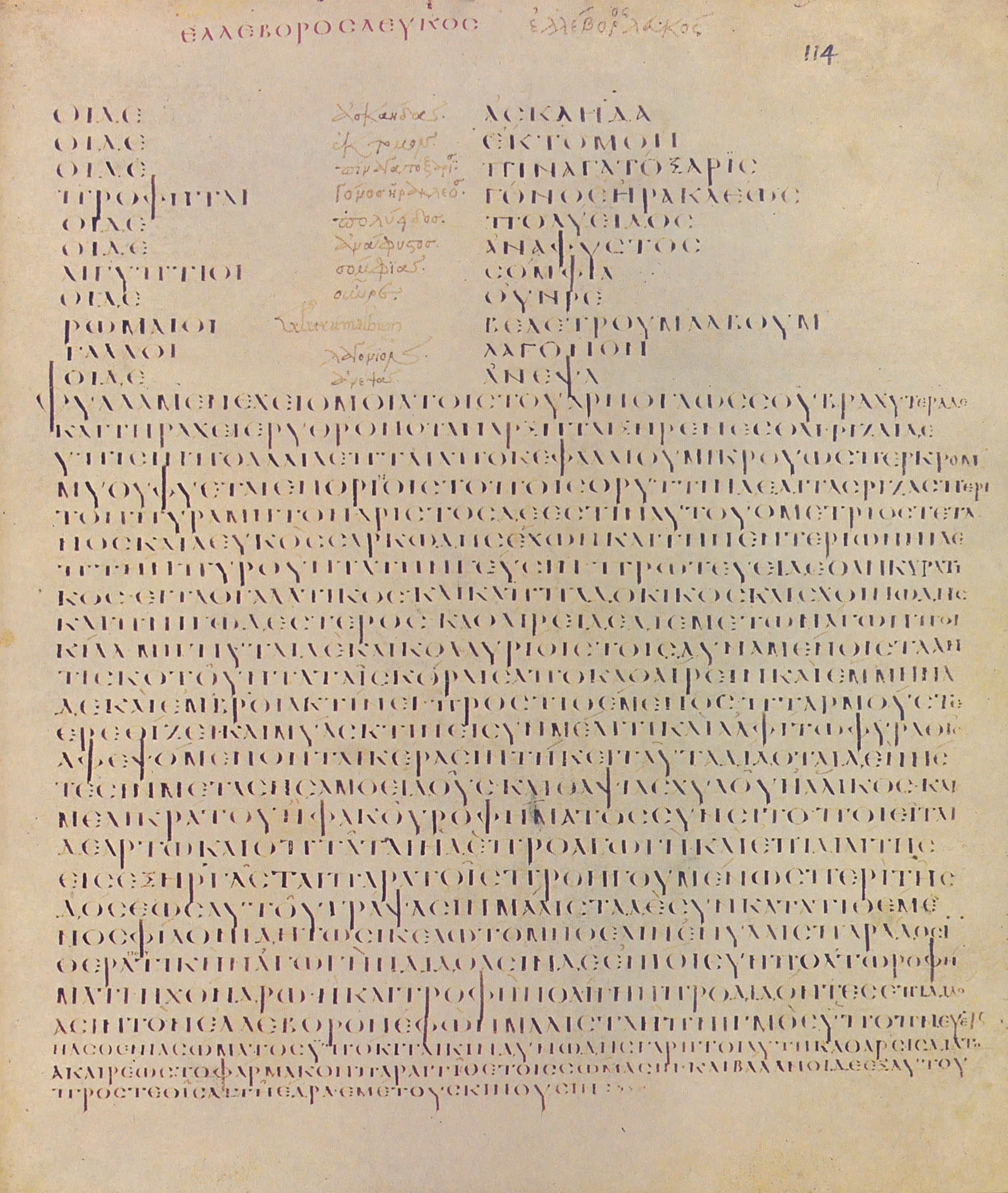
Blatt 114 recto: gut erhalten
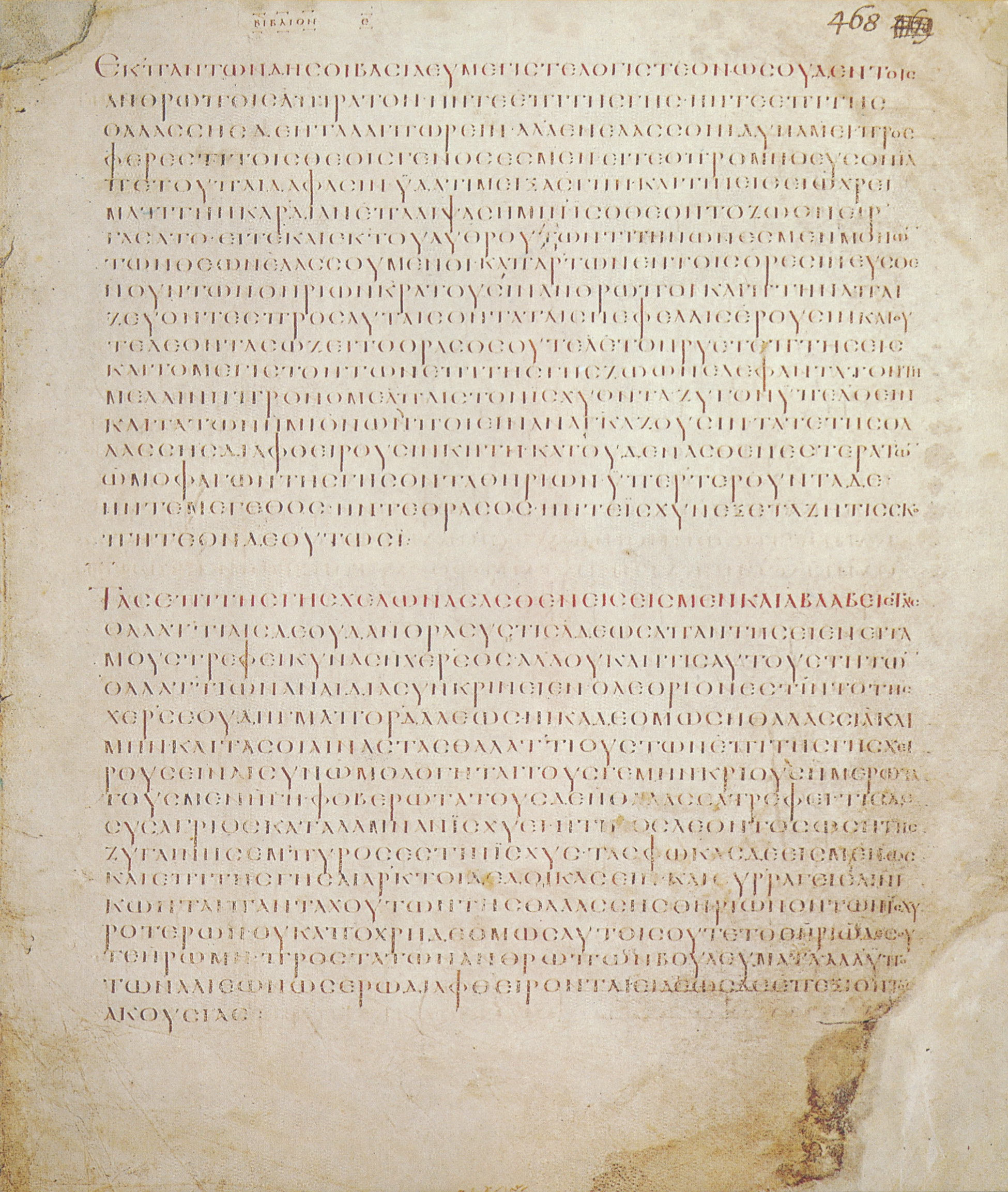
Blatt 468 recto: geringe Beschädigungen
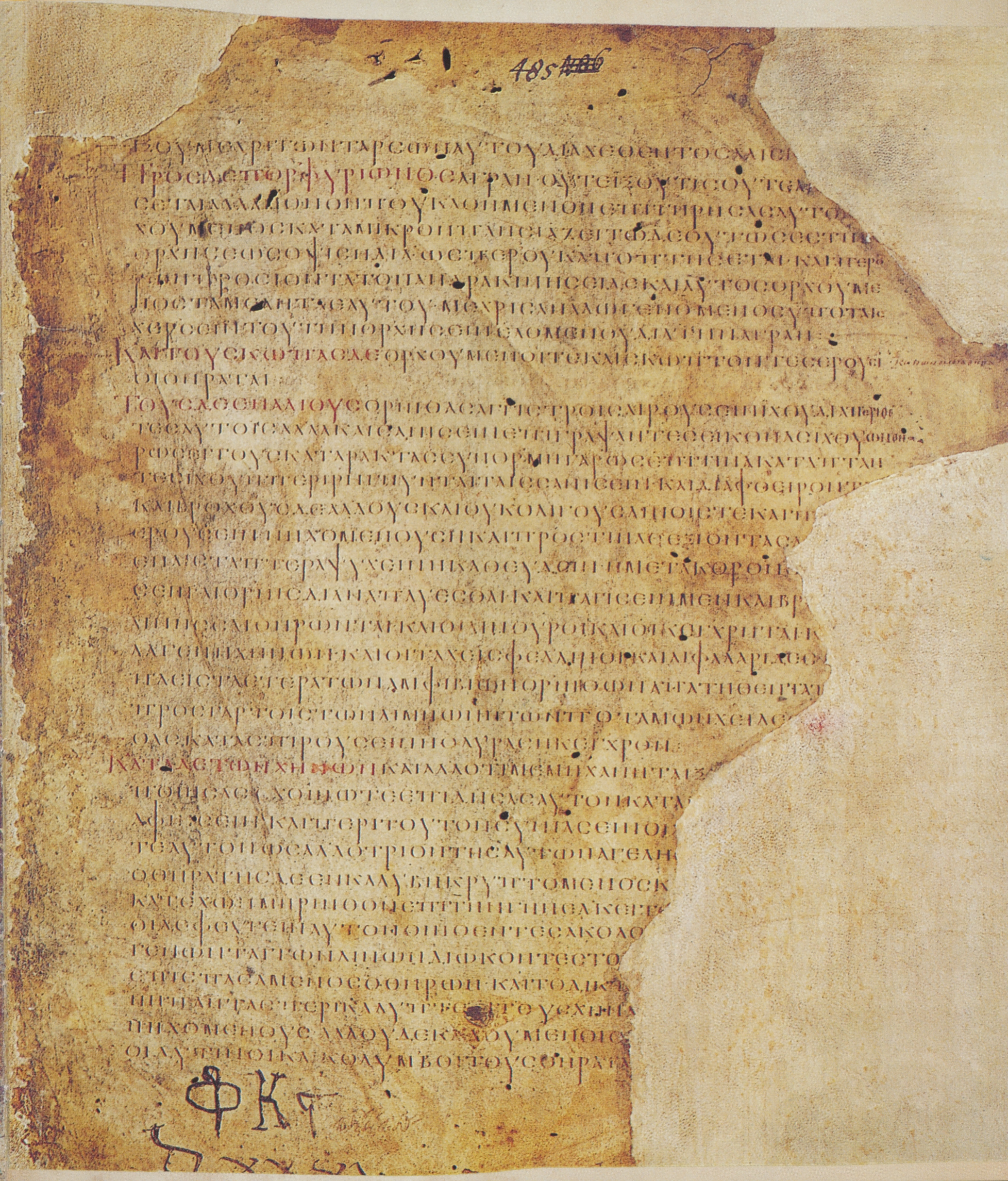
Blatt 485 recto: verstümmelt
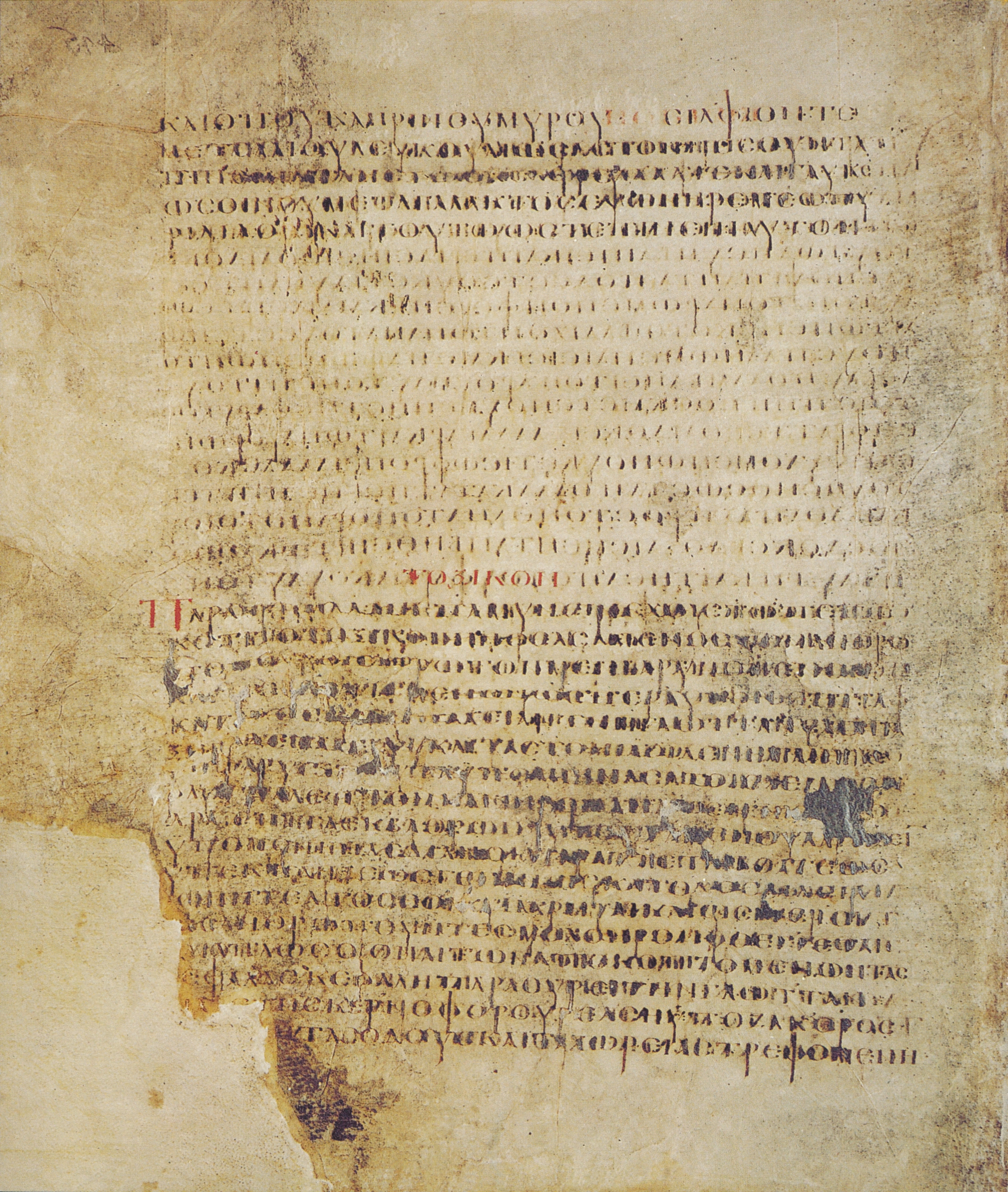
Blatt 446 verso: durchscheinende Tinte (schwer lesbar)

## Überlieferungsgeschichte

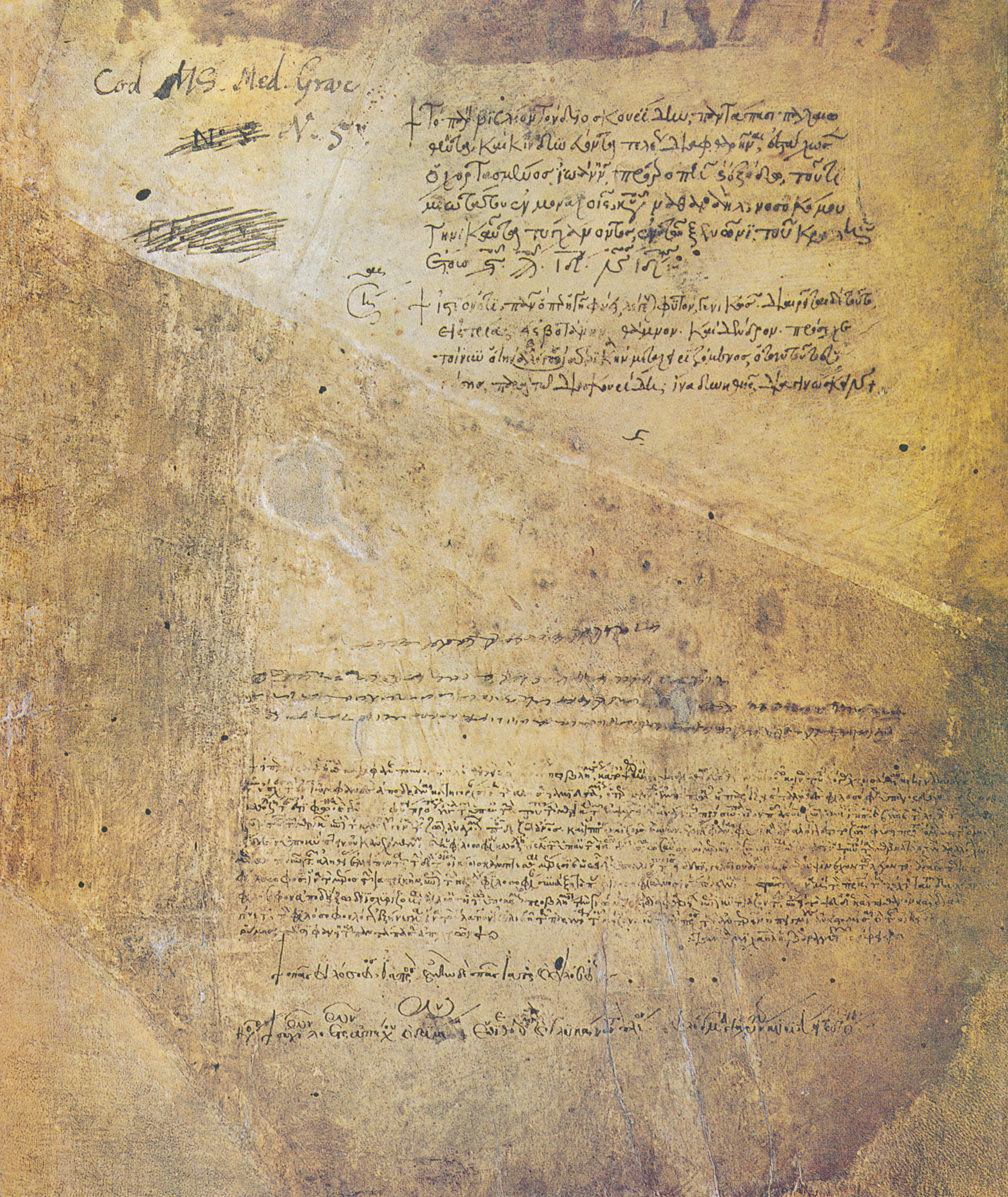
Vorderseite des ersten Blattes mit Notizen

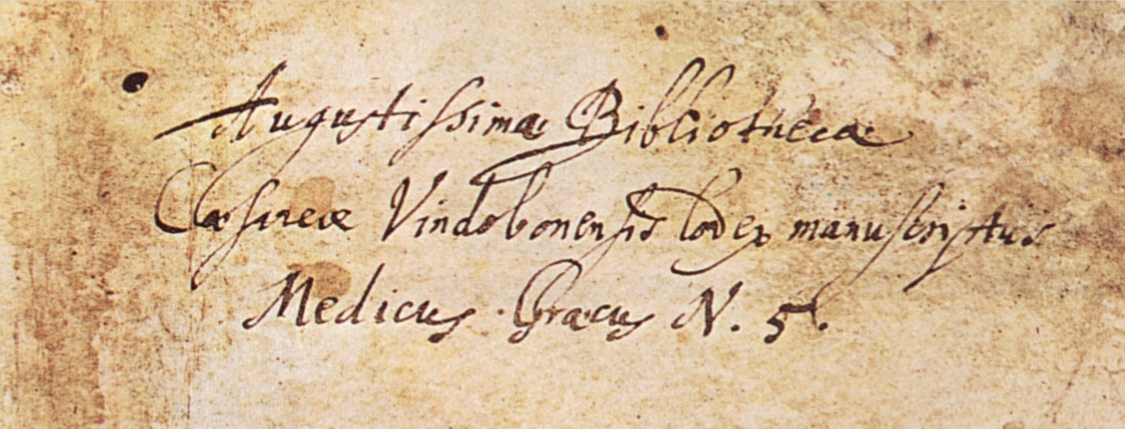
Signatur der Wiener Hofbibliothek auf Blatt 2 recto (Peter Lambeck, 17. Jahrhundert)

Die Handschrift war ursprünglich ein Geschenk der Bürgerschaft von Honoratae, einer Vorstadt Konstantinopels, an die Prinzessin Anicia Juliana, die dort eine Marienkirche gestiftet hatte. Nach der Eroberung Konstantinopels im vierten Kreuzzug (1204) fiel der Kodex an die Lateiner genannten Eroberer. Dies ist aus Transkriptionen der Pflanzennamen in lateinische Schrift (Blatt 13 recto bis 27 verso) ersichtlich; außerdem findet sich auf Blatt 327 verso das altfranzösische Wort genestre (Ginster). 1261 eroberten die Byzantiner Konstantinopel zurück, dadurch kam der Kodex wieder in griechischen Besitz. Er gelangte in das Johannes-Kloster von Alt-Petra, wo 1350 ein Mönch namens Neophythos eine Kopie anfertigte, die sich heute in der Bibliothèque nationale de France befindet. Eine farbige Kopie dieser Abschrift wird in der Bibliothek des Bischöflichen Seminars in Padua aufbewahrt. Im 14. Jahrhundert hatte das Werk wohl noch 500 Blätter; darauf lassen unter anderem die Eintragungen eines Mönches namens Sisinios schließen.
Zu Beginn des 15. Jahrhunderts beauftragte der damalige Besitzer, der Mönch Nathanael des Petra-Klosters, Johannes Chortasmenos mit der Instandsetzung des bereits schwer beschädigten Kodex. Von Chortasmenos stammen Umschriften der damals schon schwer lesbaren Bibelmajuskel in modernere Minuskel; er nummerierte die Blätter, besserte die beschädigten aus, ordnete sie neu und fertigte einen neuen Einband an. Außerdem ergänzte er mit einem „neuen Index“ auf den Blattvorderseiten 4, 5, 6 und 7 den unvollständigen alten Index aus dem 6. Jahrhundert. Diese Arbeiten waren 1406 abgeschlossen. Auf der Vorderseite von Blatt 1 notierte er oben: Das vorliegende Buch, den Dioskurides, der durch hohes Alter schadhaft geworden und in Gefahr war, völlig zugrunde zu gehen, hat Johannes Chortasmenos im Auftrag und auf Kosten des hochgeehrten Mönches, des Herrn Nathanael, damals Nosokomos im Königlichen Spital, neu gebunden im Jahre 6914 (gemeint: das Jahr 6914 nach der Erschaffung der Welt) in der 14. Indiktion. Nach der türkischen Eroberung Konstantinopels im Jahr 1453 geriet das Herbar in den Besitz türkischer Sultane. Aus dieser Zeit stammen arabische, persische und türkische Umschriften. Seit dem 16. Jahrhundert besaßen jüdische Ärzte das Werk, unter anderem Moses Hamon, der Leibarzt Süleymans I. Der Humanist Augerius von Busbeck, der gezielt Handschriften in Konstantinopel sammelte, erwarb 1569 den Dioskurides vom Sohn des Arztes Hamon für 100 Golddukaten. Durch ihn gelangte der Kodex in die Wiener Hofbibliothek, die heutige Österreichische Nationalbibliothek; daher wird er Wiener Dioskurides genannt. Die Signatur änderte sich im Laufe der Zeit mehrmals: Die erste Signatur von Hugo Blotius lautete FF 7380. Auf Blatt 1 recto ist links oben die später von Peter Lambeck vergebene Signatur Cod MS Med. Grae N. 5 vermerkt. Auf der Vorderseite von Blatt 2 schrieb Lambeck diese nochmals ausführlicher mit dem Besitzvermerk Augustissimae Bibliothecae / Caesareae Vindobonensis Codex manuscriptus / Medicus graecus N. 5. Die heutige Signatur Cod. med. gr. 1 geht auf Daniel Nessel zurück, der von 1680 bis 1701 Präfekt der Hofbibliothek war.
Bei der bislang letzten Restaurierung in den Jahren 1960 bis 1965 wurde das umfangreiche Werk aus konservatorischen Gründen in drei Bände geteilt. Bei dieser überaus seltenen Gelegenheit wurde eine Faksimileausgabe angefertigt.

## Ausgaben
- Der Wiener Dioskurides. Codex Vindobonensis medicus graecus 1 der Österreichischen Nationalbibliothek. Hrsg. von Hans Gerstinger, Graz 1965–1970 (= Codices selecti phototypice impressi. Band 12). Vollständige Faksimile-Ausgabe des Wiener Dioskurides in fünf Teillfragmenten.
- Der Wiener Dioskurides. Codex medicus graecus 1 der Österreichischen Nationalbibliothek (= Glanzlichter der Buchkunst, Band 8), 2 Bände (Band I: Faksimile, Band II: Kommentarband). Akademische Druck- und Verlagsanstalt, Akademische Druck- und Verlagsanstalt, Graz 1998 und 1999, ISBN 3-201-01699-3 und ISBN 3-201-01725-6 (mit Kommentar von Otto Mazal)

Ältere Ausgabe:
- Dioscorides. Codex Aniciae Julianae, nunc Vindob. med. gr. 1. phototypice editus. Praefati sunt A. de Premerstein, C. Wesseley, J. Mantuani. Leiden 1906 (= Codices graeci et latini phototypice depicti. Band 10).